# Andrzej Borowski (muzyk)
Andrzej Zbigniew Borowski (ur. 30 marca 1969 w Wyszkach) – polski artysta muzyczny z kręgu muzyki disco polo. Absolwent Zespołu Szkół Mechanicznych w Łapach.
W marcu 1993 wraz z młodszym bratem Bogdanem oraz Tomaszem Sidorukiem założył zespół Milano, który dzięki takim przebojom jak Jasnowłosa i Bara bara, a w późniejszym składzie z Piotrem Kopańskim O Tobie kochana i wieloma innymi, stał się jednym z najpopularniejszych zespołów muzyki disco polo. We wrześniu 2000 roku, z powodu malejącej popularności zespołu, jak i całego disco polo, Borowski zrezygnował z dalszej współpracy i wyjechał do USA (Chicago), gdzie kontynuuje tradycję zespołu Milano pod nazwą Milano-US jako męskie trio wokalno-instrumentalne. Skład tworzą także Łukasz Jarosiński i Sam Ocean.